# Hrabstwo Logan (Nebraska)

Piramida wieku hrabstwa

Hrabstwo Logan (ang. Logan County) – hrabstwo w stanie Nebraska w Stanach Zjednoczonych. W roku 2010 liczba mieszkańców wyniosła 763. Stolicą i największym miastem jest Stapleton.

## Geografia
Całkowita powierzchnia wynosi 1479 km² z czego woda stanowi (0,08%) .

### Wioski
- Gandy
- Stapleton